# Гідроавіаносець

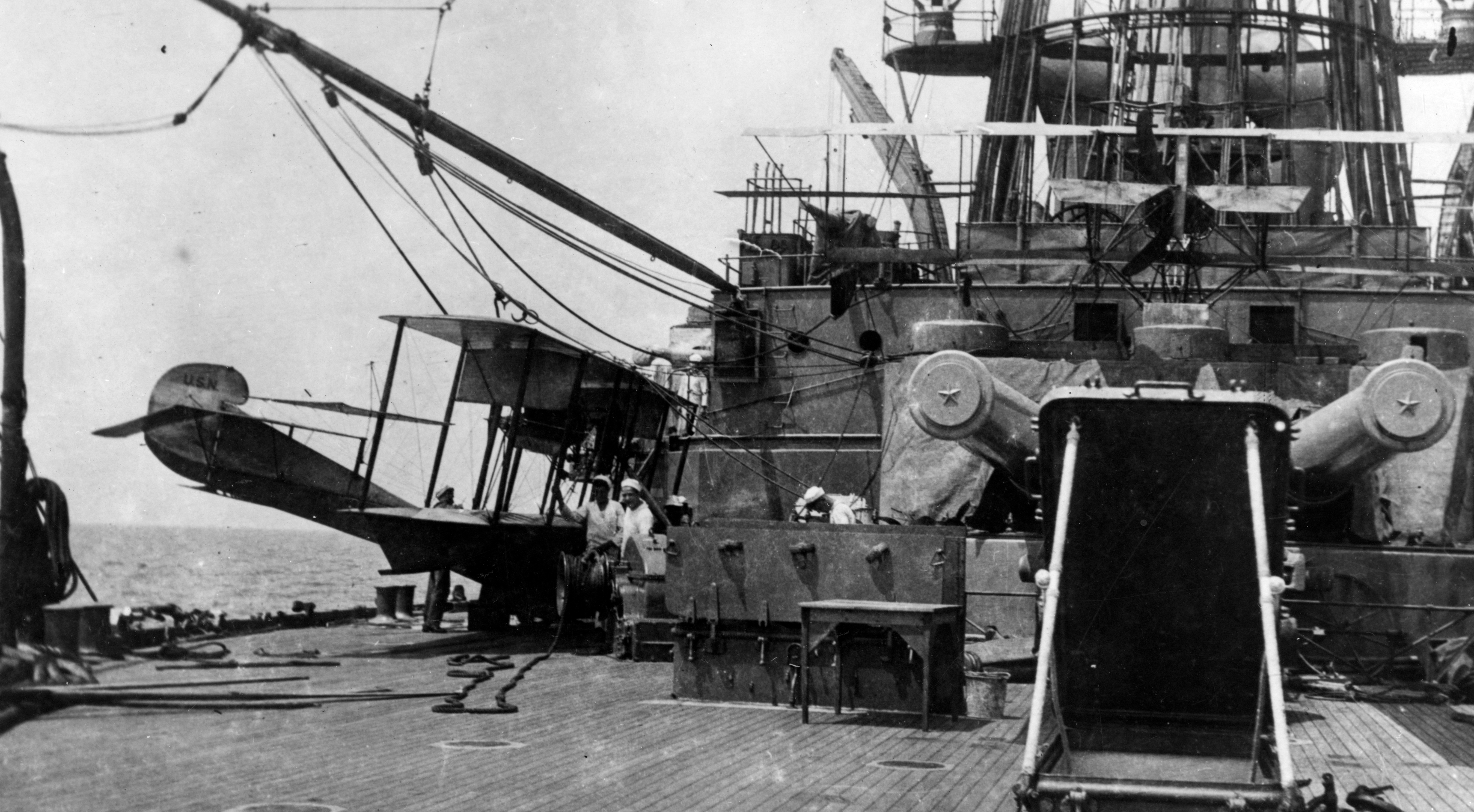
Гідролітак на борту американського лінійного корабля-гідроавіаносця «Міссіссіппі». Веракрус. Мексика. Квітень 1914

Гідроавіаносець, також гідроавіатранспорт, авіатендер, авіаматка і гідрокрейсер — клас військових кораблів, різновид авіаносців, що забезпечує групове базування гідролітаків з можливістю їх випуску в політ і прийому з води.
Гідроавіаносці, які були перебудовані з транспортних суден, мали назву авіатранспорт. Старт гідролітаків здійснювався в основному за допомогою парових, пневматичних або механічних катапульт. На ранніх етапах розвитку авіації основним способом старту був розбіг по палубі гідроавіаносця на колісному візку, що скидався. Катапульти на авіатранспорт не встановлювалися, тому старт гідролітаків здійснювався з води, коли палубна авіація вивантажувалася на воду за допомогою спеціальних кранів. 

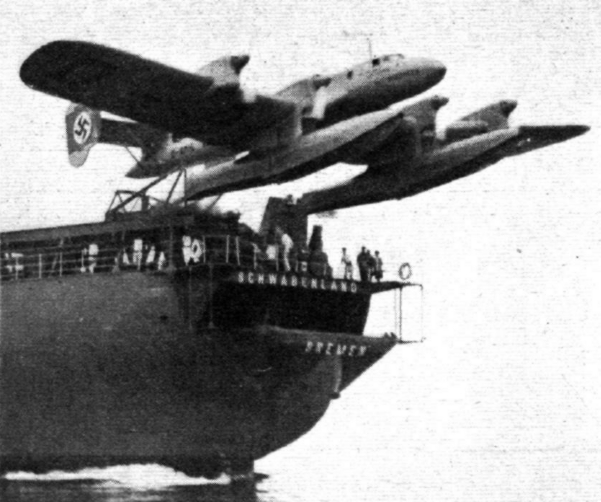
Ha 139 «Nordstern» катапультується з судна бази гідролітаків «Schwabenland», 1937

Основне озброєння гідроавіаносцев складали гідролітаки різних типів. Авіагрупа мала в основному змішаний склад: розвідники, бомбардувальники (торпедоносці) і винищувачі. Крім того, кораблі цього класу несли артилерію, зенітну або універсальну, а також звичайну, середніх калібрів, від одного-двох до десятка гармат. При переробці з крейсерів на гідроавіаносцях могли зберегти торпедне озброєння, як допоміжну корабельну зброю.
До недоліків гідроавіаносцев можна віднести низьку бойову ефективність, а також можливість брати літаки лише при відносно спокійному морі, причому процедура була досить тривалою за часом.
Першим гідроавіаносцем став французький Foudre, який у 1911 переробили з плавучої бази міноносців. Гідроавіаносці активно використовувались під час Першої Світової війни, зокрема Чорноморським флотом Російської імперії. Водночас розвиток бойової авіації   під час Першої Світової призвів до збільшення переваги звичайних літаків над гідролітаками. Поява класичних авіаносців, здатних приймати більш ефективні літаки, знизила значення гідроавіаносців. Тим не менш застосування гідроаваіносців продовжилось, оскільки гідролітаки використовували для розвідувальних польотів. Після закінчення Другої світової війни уцілілі гідроавіаносці поступово виводились зі складу флотів в результаті загальної кризи бойової гідроавіації, яка поступилися своїм місцем палубним літакам і авіації берегового базування.